# Biały szkwał
Biały szkwał – nagły i porywisty wiatr, rodzaj szkwału. Według Słownika Meteorologicznego Amerykańskiego Towarzystwa Meteorologicznego nazwa „biały szkwał” (ang. white squall) jest związana z faktem, że chmury burzowe, normalnie obserwowane na niebie przed przyjściem silnego wiatru, nie są obserwowane w wypadku białego szkwału. Szkwał przychodzi z jasnego nieba i jest dla obserwatora nagły. Jedyną zapowiedzią są zawieszone w powietrzu krople wody i załamujące się fale widoczne jako biaława zawiesina.

## Obserwacje zjawiska
Istnieje klasa zjawisk meteorologicznych, które są gwałtowne, nieoczekiwane i trudne do przewidzenia przez osobę bez specjalnych instrumentów pomiarowych.
Niektóre mechanizmy fizyczne zostały opisane po raz pierwszy w pracy Teda Fujity z 1985, który odróżnia je od zjawiska tornada. Jednym z możliwych mechanizmów jest prąd zstępujący związany z systemem burzowym. Jeżeli prąd jest szybki i trwa krótko nazywany jest prądem zstępującym. Prądy spadające klasyfikuje się na lokalne prądy zstępujące (ang. microburst) – na obszarze poniżej 4 km, trwające 2–5 minut, z prędkością wiatrów dochodzącą do 75 m/s, silne prądy zstępujące (ang. macroburst) – na obszarze powyżej 4 km, trwające 5–30 minut, z prędkością wiatrów dochodzącą do 60 m/s.
Inne zjawiska, które przychodzą gwałtownie i które trudno przewidzieć to wiatry katabatyczne, spływające z gór wzdłuż np. wybrzeża Morza Śródziemnego.
Ernst w 1975 opisał zdjęcia satelitarne linii łukowej, którą nazywa białym szkwałem.

## Biały szkwał awydarzenia z Mazur z 2007 roku
Określenia „biały szkwał” powszechnie używa się do opisania zjawiska meteorologicznego z 21 sierpnia 2007 roku. Nad Mazurami przeszła wtedy silna burza z opadami deszczu i gradu. W swojej strukturze była burzą wielokomórkową. Na dwie godziny przed przyjściem gwałtownego wiatru obserwacje wskazywały na rozbudowujące się szybko niskie chmury cumulus congestus, a o godzinie 15. burza była w stadium maksymalnego rozwoju, widoczna w całym regionie i przemieszczała się w kierunku na północ i północny zachód. Potężnym, wypiętrzonym do tropopauzy burzom, towarzyszą gwałtowne prądy zstępujące, które w zderzeniu z powierzchnią ziemi tworzą front szkwałowy rozprzestrzeniający się od burzy. Na stacji meteorologicznej w Mikołajkach, która znalazła się obszarze takiego frontu, zanotowano znaczną zmianę kierunku wiatru, przyrost prędkości wiatru do 120 km/h i spadek temperatury z 28 °C do 16 °C. Przechodzeniu frontu szkwałowego towarzyszyło sfalowanie i spienienie powierzchni jezior.
Nazwa "biały szkwał" dla określenia burzy z 2007 roku powstała ad hoc, bez analizy zjawiska, była nośna medialnie. Być może nadawała się, by jakoś nazwać tragiczne wydarzenie w pierwszej chwili. Nie jest to jednak nazewnictwo prawidłowe, gdyż biały szkwał występuje przy pogodnym niebie. Liczne filmy w internecie, relacje naocznych świadków i obserwacje meteorologiczne wskazują, że był widoczny gwałtowny rozwój burzy i jej nadciąganie.

## Biały szkwał w kulturze masowej
Biały szkwał jest często opisywany w literaturze marynistycznej. W książce Nędznicy Wiktora Hugo biały szkwał niszczy 64-metrowy żaglowiec.
Podobno biały szkwał zatopił brygantynę „Albatross” w 1961 roku, o czym opowiada film Sztorm.